# Hemimycena
Hemimycena is een geslacht behorend tot de familie Mycenaceae. Het geslacht heeft een wijdverbreide verspreiding en bevat 80 soorten. Het geslacht werd beschreven door mycoloog Rolf Singer in 1938. De sporen zijn niet amyloïde reactie. De typesoort is Hemimycena lactea.

## Soorten
Volgens Index Fungorum bevat het geslacht 80 soorten (peildatum december 2023):
| Soortnaam                                            | Auteur(s)                           | Publicatiejaar |
| ---------------------------------------------------- | ----------------------------------- | -------------- |
| Hemimycena albicolor                                 | (A.H. Sm.) Elborne                  | 2006           |
| Hemimycena amazonica                                 | Singer                              | 1989           |
| Hemimycena angusta                                   | Singer                              | 1962           |
| Hemimycena angustispora (Grijsvoetmycena)            | (P.D. Orton) Singer                 | 1962           |
| Hemimycena arctii                                    | Kalamees & Faizova                  | 1983           |
| Hemimycena aurantiaca                                | Natarajan & Manjula                 | 1982           |
| Hemimycena brevispora                                | Pegler                              | 1977           |
| Hemimycena candida (Smeerwortelmycena)               | (Bres.) Singer                      | 1943           |
| Hemimycena cephalotricha                             | (Joss. ex Redhead) Singer           | 1986           |
| Hemimycena conidiogena                               | Vila, P.-A. Moreau & Pérez-De-Greg. | 2005           |
| Hemimycena cretacea                                  | Raithelh.                           | 2004           |
| Hemimycena crispata (Witte kaalkopmycena)            | (Kühner) Singer                     | 1943           |
| Hemimycena crispuliformis                            | Singer                              | 1973           |
| Hemimycena crispuloides                              | Antonín & Noordel.                  | 2004           |
| Hemimycena cryptomeriae (Naaldhoutschijnmycena)      | Noordel. & Antonín                  | 2004           |
| Hemimycena cucullata (Gipsmycena)                    | (Pers.) Singer                      | 1961           |
| Hemimycena cyphelloides                              | (P.D. Orton) Maas Geest.            | 1981           |
| Hemimycena depauperata                               | Singer                              | 1943           |
| Hemimycena diplocystis                               | Singer                              | 1989           |
| Hemimycena epibiotica                                | Singer                              | 1962           |
| Hemimycena epichloe                                  | (Kühner) Singer                     | 1943           |
| Hemimycena globulifera                               | E.F. Malysheva & O.V. Morozova      | 2009           |
| Hemimycena gracilis (Smalspoormycena)                | (Quél.) Singer                      | 1943           |
| Hemimycena guanacastensis                            | Singer                              | 1989           |
| Hemimycena gypsella                                  | (Kühner) Elborne & Læssøe           | 1991           |
| Hemimycena herrerae                                  | Singer                              | 1973           |
| Hemimycena hirsuta                                   | (Tode) Singer                       | 1986           |
| Hemimycena ignobilis (Trechtermycena)                | Joss. ex Bon                        | 1983           |
| Hemimycena immaculata                                | (Peck) Watling                      | 1998           |
| Hemimycena indica                                    | Natarajan & Manjula                 | 1981           |
| Hemimycena juncicola                                 | Noordel. & Antonín                  | 2004           |
| Hemimycena kamkeae                                   | H. Lehmann & Lüderitz               | 2019           |
| Hemimycena lactea (Sneeuwwitte mycena)               | (Pers.) Singer                      | 1938           |
| Hemimycena longicystis                               | R. Heim                             | 1962           |
| Hemimycena longipilosa                               | Miersch & Antonín                   | 2013           |
| Hemimycena longipleurocystidiata                     | Niveiro, Popoff & Albertó           | 2014           |
| Hemimycena mairei (Wasplaatmycena)                   | (E.-J. Gilbert) Singer              | 1943           |
| Hemimycena marbleae                                  | (Murrill) Dennis                    | 1970           |
| Hemimycena mauretanica (Druppelmycena)               | (Maire) Singer                      | 1943           |
| Hemimycena micropapillata                            | (Dennis) Dennis                     | 1970           |
| Hemimycena minutissima                               | Desjardin                           | 1991           |
| Hemimycena naranjana                                 | (Dennis) Dennis                     | 1970           |
| Hemimycena nebulophila                               | (Redhead) Redhead                   | 2012           |
| Hemimycena nitriolens (Nitreuze schijnmycena)        | (Valla) Antonín & Noordel.          | 2004           |
| Hemimycena nivea                                     | (Quél.) Singer                      | 1938           |
| Hemimycena nothofagi                                 | Singer                              | 1969           |
| Hemimycena ochrogaleata                              | (J. Favre) M.M. Moser               | 1978           |
| Hemimycena oregonensis                               | (A.H. Sm.) Singer                   | 1943           |
| Hemimycena patagonica                                | Singer                              | 1969           |
| Hemimycena perone                                    | (Berk. & Broome) Pegler             | 1986           |
| Hemimycena persimilis                                | (Redhead) Antonín & Noordel.        | 2004           |
| Hemimycena phlomisii                                 | Kalamees                            | 2008           |
| Hemimycena pithya                                    | (Pers.) Dörfelt                     | 1984           |
| Hemimycena pityophila                                | A. Ortega & Esteve-Rav.             | 1996           |
| Hemimycena pleurotiformis                            | Singer                              | 1989           |
| Hemimycena praedecurrens                             | (Murrill) Singer                    | 1977           |
| Hemimycena pseudoconidiophora                        | Singer                              | 1938           |
| Hemimycena pseudocrispata (Tweesporige schijnmycena) | (Valla) Maas Geest.                 | 1981           |
| Hemimycena pseudocrispula (Stengelmycena)            | (Kühner) Singer                     | 1943           |
| Hemimycena pseudogibba (Kleinste schijnmycena)       | (Valla) Antonín & Noordel.          | 2004           |
| Hemimycena pseudolactea (Sparrennaaldmycena)         | (Kühner) Singer                     | 1943           |
| Hemimycena pulchra                                   | H. Lehmann                          | 2018           |
| Hemimycena reducta                                   | E. Horak & Desjardin                | 1994           |
| Hemimycena rickenii                                  | (A.H. Sm.) Singer                   | 1962           |
| Hemimycena seegeri                                   | (Garrido) Raithelh.                 | 1988           |
| Hemimycena sordida (Groezelige schijnmycena)         | Noordel. & Antonín                  | 2004           |
| Hemimycena stiriispora                               | E.F. Malysheva & O.V. Morozova      | 2009           |
| Hemimycena subangustispora                           | T. Bau & L.N. Liu                   | 2021           |
| Hemimycena subglobispora                             | Aronsen                             | 1992           |
| Hemimycena subimmaculata (Matkopmycena)              | (Murrill) Elborne & Læssøe          | 1991           |
| Hemimycena substellata (Witte donsmycena)            | (Kühner) Antonín & Noordel.         | 2004           |
| Hemimycena subtilis (Kleine schijnmycena)            | (Velen.) Antonín                    | 2003           |
| Hemimycena subtranslucens                            | (Dennis) Dennis                     | 1970           |
| Hemimycena subtropicalis                             | Singer                              | 1959           |
| Hemimycena tanjae                                    | E.F. Malysheva & O.V. Morozova      | 2009           |
| Hemimycena tenella                                   | H. Lehmann                          | 2019           |
| Hemimycena tortuosa (Kurkentrekkermycena)            | (P.D. Orton) Redhead                | 1980           |
| Hemimycena truncicola                                | Singer                              | 1962           |